# Croton grisebachianus
Espèce
Croton grisebachianus est une espèce de plantes à fleurs du genre Croton et de la famille des Euphorbiaceae, présente en Jamaïque.
Il a pour synonyme :
- Croton isertii, Griseb., 1859
- Oxydectes grisebachiana, (Müll.Arg..) Kuntze